# Ehrenberg, Arizona
Ehrenberg, Arizona (енгл. Ehrenberg) насељено је место без административног статуса у америчкој савезној држави Аризона.

## Демографија
По попису из 2010. године број становника је 1.470, што је 113 (8,3%) становника више него 2000. године.
| Група             | 2000.       | 2010.       |
| Белци             | 899 (66,2%) | 925 (62,9%) |
| Афроамериканци    | 15 (1,1%)   | 17 (1,2%)   |
| Азијати           | 1 (0,1%)    | 13 (0,9%)   |
| Хиспаноамериканци | 409 (30,1%) | 477 (32,4%) |
| Укупно            | 1.357       | 1.470       |